# Maria Bolognesi

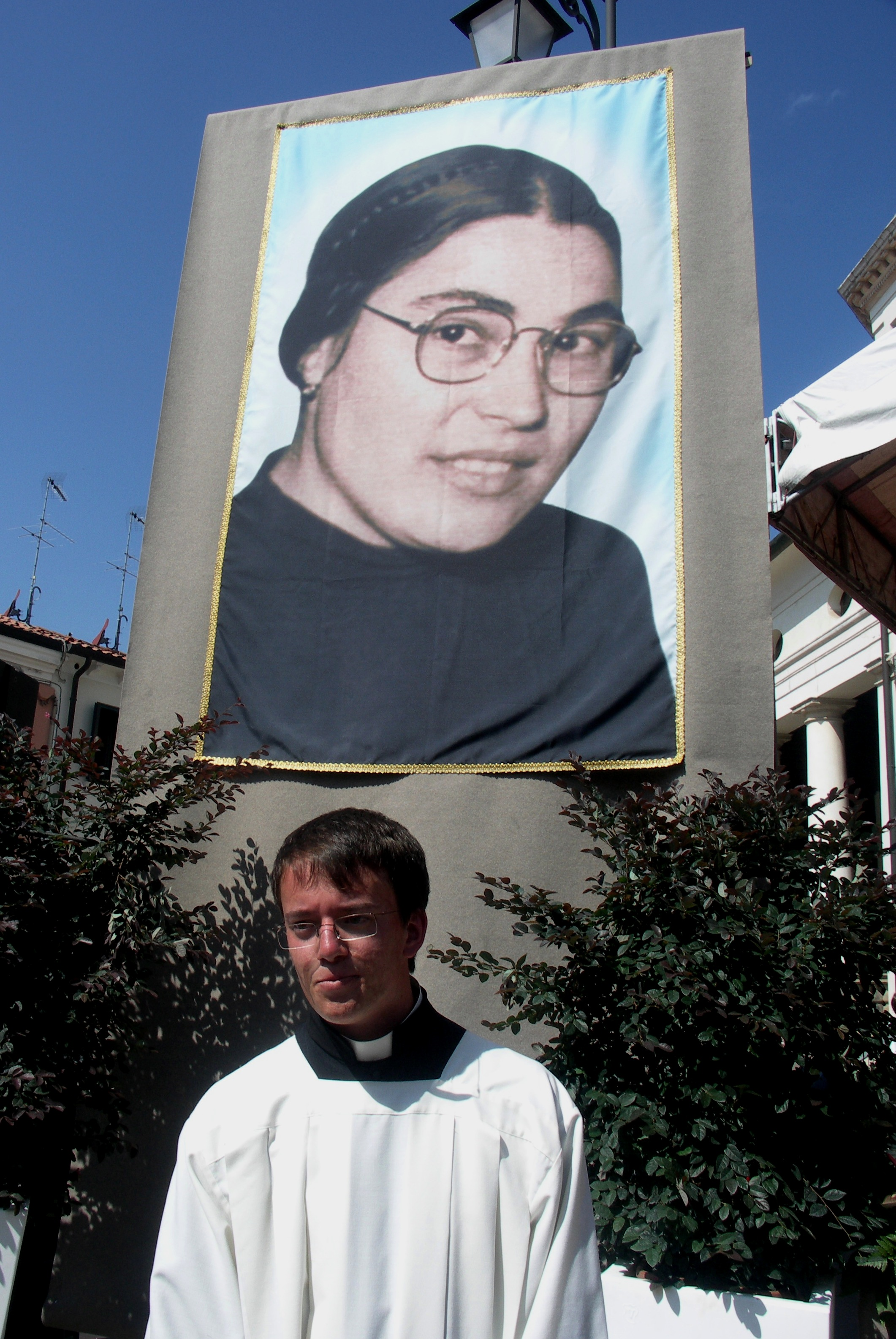
L'allora seminarista, Marco Ferrari, sotto all'immagine della nuova beata - 7.9.2013

Maria Bolognesi (Bosaro, 21 ottobre 1924 – Rovigo, 30 gennaio 1980) è stata una mistica italiana, proclamata beata nel 2013.

## Biografia
Figlia di una ragazza madre che, cinque anni dopo la sua nascita, sposò Giuseppe Bolognesi, da cui Maria prese il cognome, crebbe in una famiglia indigente; poté frequentare solo i primi due anni della scuola elementare e subì l'emarginazione da parte dei coetanei. Lavorò poi come bracciante agricola. Della sua educazione religiosa si occupò la nonna, Cesira Cornetto.
Quando la madre e la bambina contrassero la meningite, mentre la bambina si riprese completamente, la madre non guariva e Maria, durante la preparazione alla Prima comunione, chiese la grazia della guarigione per la madre. Quando quest'ultima guarì, la piccola ricevette gioiosa l'Eucaristia per la prima volta, il 22 maggio 1932.
All'inizio degli anni quaranta venne ritenuta colpita da una possessione diabolica, per la quale fu visitata anche da uno psichiatra, che la trovò però perfettamente normale. Fu considerata guarita dopo un anno e mezzo con l'aiuto della Chiesa e dei suoi ministri.
La motivazione principale, per cui sono state riconosciute le virtù eroiche che hanno portato alla sua beatificazione, ha a che vedere con l'esercizio eroico, appunto, della carità, in diverse modalità:
attraverso lo spirito di servizio verso i bambini (proteggeva gli orfani e assisteva i bambini che i genitori non potevano seguire per motivi di lavoro); nella visita e nella cura, a partire dalla sue possibilità, degli ammalati, che assisteva anche di notte negli ospedali; nella preghiera e nella vicinanza in particolare ai preti, molti dei quali incontrava con problemi di fede, di ministero, di vita. In tutte queste situazioni, la Bolognesi ha incarnato, da laica, lo spirito del Vangelo ed è stata autentica testimone del Cristo.
Accanto a questo, a partire dal 1954, ricevette il dono delle stigmate. Riferì visioni di Gesù, che le avrebbe mostrato nel 1957 sia il Paradiso sia il Purgatorio. Tutto ciò che ha a che vedere con la mistica fu oggetto di morbosa curiosità, talvolta, da parte di conoscenti: Maria Bolognesi, dal canto suo, fu sempre estremamente sobria e mai attirò l'attenzione su di sé o diede spettacolo dei doni ricevuti, ritenendoli segni della Passione di Cristo a cui era associata non per suo merito, ma come una grazia.
Fu esempio di obbedienza sconfinata nell'autorità della Chiesa: a titolo esemplificativo, i suoi direttori spirituali le furono indicati, anche per sua volontà, dai Vescovi della diocesi di Adria-Rovigo a cui apparteneva e mai in lei furono presenti parole o gesti che mettessero in dubbio il suo essere fedele discepola di Cristo nella sua Chiesa.
La spiritualità della Bolognesi era caratterizzata da una stima per la partecipazione alla Santa Messa, la preghiera del Rosario e la preghiera di intercessione per tanti fratelli e sorelle in difficoltà che avevamo modo di incontrare o che le venivano presentati: in tutto questo, caratteristica fondamentale della sua preghiera era la confidenza e l'intimità con il Signore.

### Problemi di salute e morte
La sua salute fu minata da numerosi problemi, tra cui polmoniti, reumatismi e sciatalgie. Dopo un primo infarto nel 1971, morì per un secondo attacco cardiaco nel 1980. Le sue spoglie furono in seguito traslate nella chiesa parrocchiale di San Sebastiano Martire di Bosaro, piccolo centro del Polesine dove aveva avuto i natali.

## Il culto

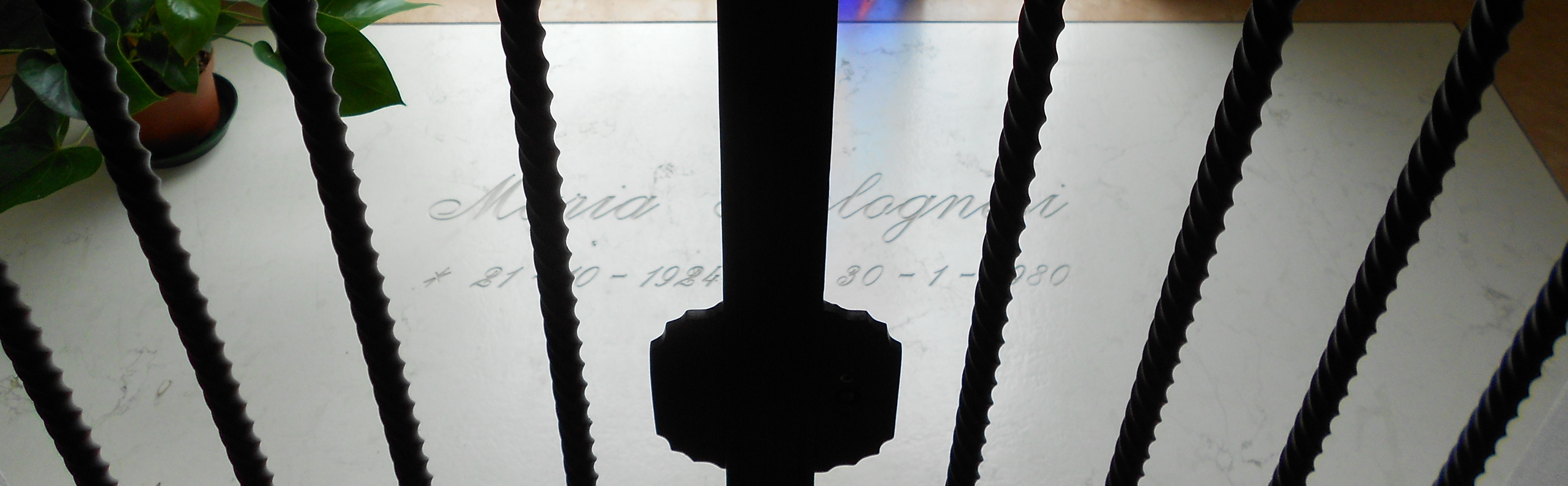
Tomba di Maria Bolognesi nella chiesa parrocchiale di San Sebastiano Martire, a Bosaro

È stata beatificata il 7 settembre 2013 in un rito celebrato in piazza XX Settembre a Rovigo e presieduto dal cardinale Angelo Amato, prefetto della congregazione per le cause dei santi, in rappresentanza di papa Francesco.
Ai fini della beatificazione la Chiesa cattolica ha considerato miracolosa, e da attribuire all'intercessione della Venerabile Maria Bolognesi, la guarigione del vicentino Marco Ferrari, oggi presbitero, che all'età di due anni, affetto dalla sindrome di Lyell, fu colpito da arresto cardiaco per due ore, riprendendosi senza conseguenze.